# 대한민국의 보물 (1970년대 전반)

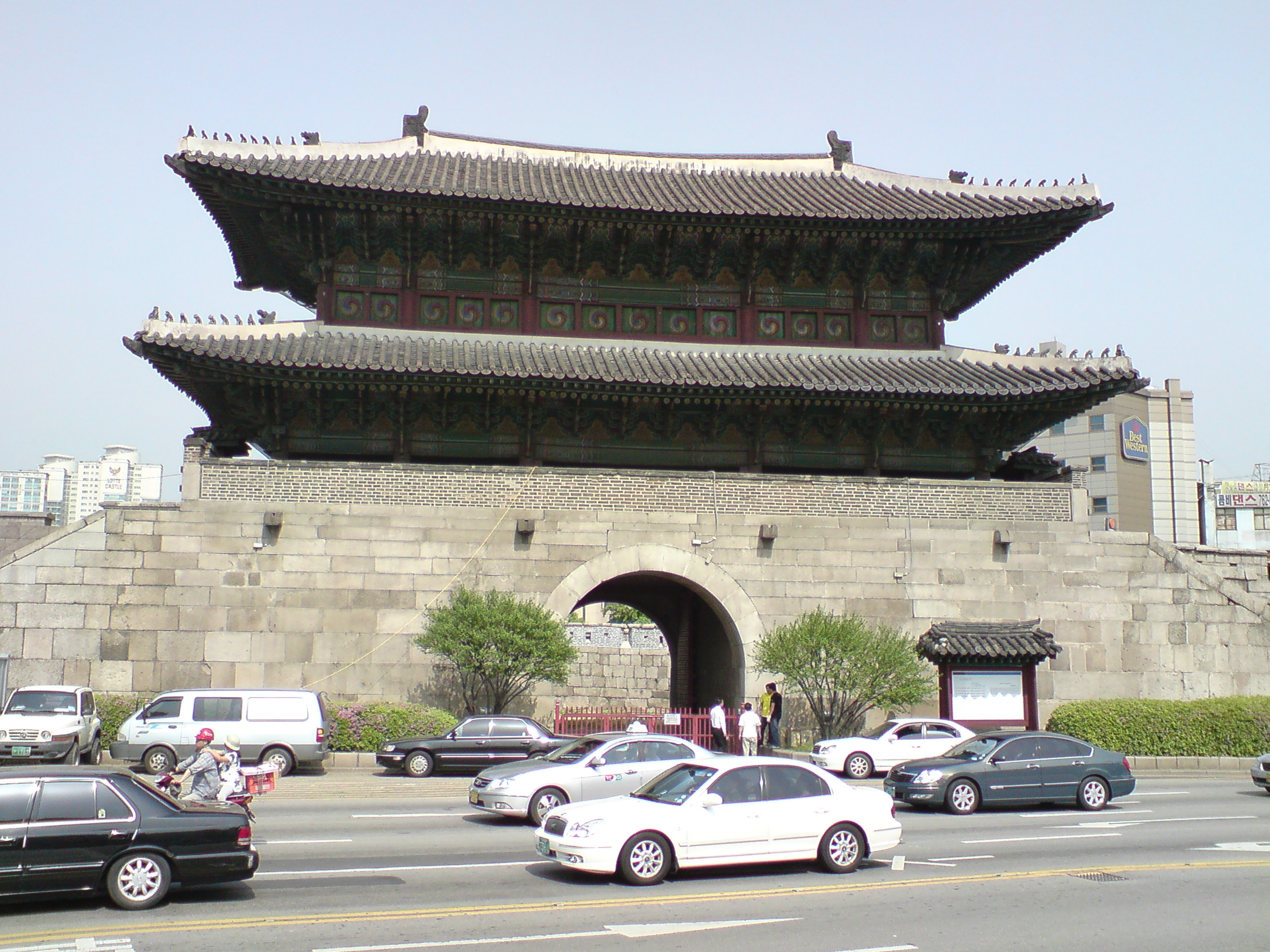
보물 제1호 흥인지문

대한민국의 보물(大韓民國 寶物)은 목조 건축물, 석조 건축물, 전적류, 서적류, 고문서, 회화, 조각류, 공예품, 고고자료, 무구(巫具) 등 대한민국의 유형문화재 가운데 중요한 것을 국가에서 지정한 것이다. 국보와 보물의 중요성과 가치 우열을 가리기는 어렵지만, 국보급의 문화재가 그 분야, 그 시대를 대표하는 유일무이한 것이라면 보물급에 속하는 문화재는 그와 유사한 문화재로서 대한민국 문화를 대표하는 유물이라고 할 수 있다.

## 지정 목록

### 1970년 지정
| 번호    | 사진 | 명칭 | 소재지                                                              | 관리자 (단체)                                    | 지정일                                                             | 참조 |
| 518호   |      | 합천 해인사 원당암 다층석탑 및 석등 (陜川 海印寺 願堂庵 多層石塔 및 石燈) (Multi-story Stone Pagoda and Stone Lantern at Wondangam Hermitage of Haeinsa Temple, Hapcheon) | 경남 합천군 가야면 해인사길 141-22 (치인리)                         | 해인사                                           | 1970년 6월 24일 지정, 2010년 12월 27일 명칭변경                    |      |
| 519호   |      | 창녕 관룡사 석조여래좌상 (昌寧 觀龍寺 石造如來坐像) (Stone Seated Buddha of Gwallyongsa Temple, Changnyeong)                                                              | 경남 창녕군 창녕읍 화왕산관룡사길 171 (옥천리)                      | 관룡사                                           | 1970년 6월 24일 지정, 2010년 8월 25일 명칭 변경                    |      |
| 520호   |      | 창녕 술정리 서 삼층석탑 (昌寧 述亭里 西 三層石塔) (West Three-story Stone Pagoda in Suljeong-ri, Changnyeong)                                                             | 경남 창녕군 창녕읍 술정서탑길 4-7 (술정리)                          | 하영대                                           | 1970년 6월 24일 지정, 2010년 12월 27일 명칭변경                    |      |
| 521호   |      | 영천 숭렬당 (永川 崇烈堂) (Sungnyeoldang Shrine, Yeongcheon) | 경북 영천시 숭렬당길 1 (성내동)                                     | 영천이씨문중                                     | 1970년 7월 23일 지정                                               |      |
| 522호   |      | 강세황필 도산서원도 (姜世晃筆 陶山書院圖) (Dosanseowondo (Dosanseowon Confucian Academy) by Kang Se-hwang)                                                                | 서울 용산구 서빙고로 137, 국립중앙박물관 (용산동6가)                | 국립중앙박물관                                   | 1970년 8월 27일 지정                                               |      |
| 523호   |      | 석보상절 (釋譜詳節) (Seokbo sangjeol (Episodes from the Life of Sakyamuni Buddha), Volumes 6, 9, 13, and 19)                                                              | 경기 용인시 처인구 포곡읍 에버랜드로562번길 38, 호암미술관 (가실리) | 국립중앙도서관/동국대학교 도서관/삼성미술관 리움 | 1970년 12월 30일 지정                                              |      |
| 523-1호 |      | 석보상절 권6, 9, 13, 19 (釋譜詳節 卷六, 九, 十三, 十九) (Seokbo sangjeol (Episodes from the Life of Sakyamuni Buddha), Volumes 6, 9, 13, and 19)                          | 서울 서초구 반포대로 201, 국립중앙도서관 (반포동,국립중앙도서관)    | 국립중앙도서관                                   | 1970년 12월 30일 지정                                              |      |
| 523-2호 |      | 석보상절 권23, 24 (釋譜詳節 卷二十三, 二十四) (Seokbo sangjeol (Episodes from the Life of Sakyamuni Buddha), Volumes 23 and 24)                                           | 서울 중구 필동로 1길 30 동국대학교도서관                            | 동국대학교도서관                                 | 1970년 12월 30일 지정                                              |      |
| 523-3호 |      | 석보상절 권11 (釋譜詳節 卷十一) (Seokbo sangjeol (Episodes from the Life of Sakyamuni Buddha), Volume 11)                                                                 | 서울 용산구 이태원로55길 60-16, 삼성미술관 리움 (한남동)            | 삼성미술관 리움                                  | 1970년 12월 30일 지정                                              |      |
| 524-1호 |      | 여주이씨 옥산문중 전적 - 정덕계유사마방목 (驪州李氏 玉山門中 典籍 -正德癸酉司馬榜目) (Books of the Oksan Branch of the Yeoju Yi Clan)                                     | 경북 경주시 안강읍 옥산서원길 300-3, 독락당 (옥산리)                | 이해철                                           | 1970년 12월 30일 지정                                              | ,    |
| 525호   |      | 삼국사기 (三國史記) (Samguk sagi (History of the Three Kingdoms)) | 경북 경주시 안강읍 옥산리 7 옥산서원                                | 옥산서원                                         | 1970년 12월 30일 지정, 2018년 2월 22일 해지, 국보 제322-1호로 승격 |      |
| 526호   |      | 여주이씨 옥산문중 유묵-해동명적 (驪州李氏 玉山門中 遺墨-海東名蹟) (Calligraphy Collection of the Oksan Branch of the Yeoju Yi Clan)                                       | 경북 경주시 안강읍 옥산서원길 300-3, 독락당 (옥산리)                | 이해철                                           | 1970년 12월 30일 지정                                              |      |
| 527호   |      | 김홍도필 풍속도 화첩 (金弘道筆 風俗圖 畵帖) (Album of Genre Paintings by Kim Hong-do)                                                                                     | 서울 용산구 서빙고로 137, 국립중앙박물관 (용산동6가)                | 국립중앙박물관                                   | 1970년 12월 30일 지정                                              |      |

### 1971년 지정
| 번호    | 사진 | 명칭 | 소재지                                                   | 관리자 (단체)               | 지정일                                         | 참조 |
| 528호   |      | 제천 청풍 한벽루 (堤川 淸風 寒碧樓) (Hanbyeongnu Pavilion in Cheongpung, Jecheon)                                                                  | 충북 제천시 청풍면 청풍호로 2048 (읍리)                  | 제천시                      | 1971년 1월 8일 지정                            |      |
| 529호   |      | 진도 금골산 오층석탑 (珍島 金骨山 五層石塔) (Five-story Stone Pagoda in Geumgolsan Mountain, Jindo)                                                | 전남 진도군 군내면 금골길 58 (둔전리)                    | 서용현                      | 1971년 1월 8일 지정, 2010년 12월 27일 명칭변경 |      |
| 530호   |      | 거창 가섭암지 마애여래삼존입상 (居昌 迦葉庵址 磨崖如來三尊立像) (Rock-carved Standing Buddha Triad at Gaseobam Hermitage Site, Geocheang)          | 경남 거창군 위천면 상천리 산6-2                          | 거창군                      | 1971년 7월 7일 지정, 2010년 8월 25일 명칭 변경 |      |
| 531호   |      | 양평 용문사 정지국사탑 및 비 (楊平 龍門寺 正智國師塔 및 碑) (Stupa of State Preceptor Jeongji and Stele at Yongmunsa Temple, Yangpyeong)           | 경기 양평군 용문면 신점리 산99-6                         | 용문사                      | 1971년 7월 7일 지정, 2010년 12월 27일 명칭변경 |      |
| 532호   |      | 영동 영국사 승탑 (永同 寧國寺 僧塔) (Stupa of Yeongguksa Temple, Yeongdong)                                                                        | 충북 영동군 양산면 누교리 산138-1 영국사                 | 영국사                      | 1971년 7월 7일 지정, 2010년 12월 27일 명칭변경 |      |
| 533호   |      | 영동 영국사 삼층석탑 (永同 寧國寺 三層石塔) (Three-story Stone Pagoda of Yeongguksa Temple, Yeongdong)                                             | 충북 영동군 양산면 누교리 1396                           | 영국사                      | 1971년 7월 7일 지정, 2010년 12월 27일 명칭변경 |      |
| 534호   |      | 영동 영국사 원각국사비 (永同 寧國寺 圓覺國師碑) (Stele for State Preceptor Wongak at Yeongguksa Temple, Yeongdong)                                 | 충북 영동군 양산면 누교리 산138-1 영국사                 | 영국사                      | 1971년 7월 7일 지정, 2010년 12월 27일 명칭변경 |      |
| 535호   |      | 영동 영국사 망탑봉 삼층석탑 (永同 寧國寺 望塔峰 三層石塔) (Three-story Stone Pagoda at Mangtapbong Peak of Yeongguksa Temple, Yeongdong)           | 충북 영동군 양산면 누교리 산139-1 영국사                 | 영국사                      | 1971년 7월 7일 지정, 2010년 12월 27일 명칭변경 |      |
| 536호   |      | 아산 평촌리 석조약사여래입상 (牙山 坪村里 石造藥師如來立像) (Stone Standing Bhaisajyaguru Buddha in Pyeongchon-ri, Asan)                           | 충남 아산시 송악면 평촌리 1-1                            | 아산시                      | 1971년 7월 7일 지정                            |      |
| 537호   |      | 아산 읍내동 당간지주 (牙山 邑內洞 幢竿支柱) (Flagpole Supports in Eupnae-dong, Asan)                                                               | 충남 아산시 읍내동 255-5, 255-1                          | 아산시                      | 1971년 7월 7일 지정, 2010년 12월 27일 명칭변경 |      |
| 538호   |      | 홍성 오관리 당간지주 (洪城 五官里 幢竿支柱) (Flagpole Supports in Ogwan-ri, Hongseong)                                                             | 충남 홍성군 홍성읍 오관리 297-15                         | 홍성군                      | 1971년 7월 7일 지정, 2010년 12월 27일 명칭변경 |      |
| 539호   |      | 달성 용연사 금강계단 (達城 龍淵寺 金剛戒壇) (Ordination Platform of Yongyeonsa Temple, Dalseong)                                                   | 대구 달성군 옥포읍 반송리 915                            | 용연사                      | 1971년 7월 7일 지정, 2010년 12월 27일 명칭변경 |      |
| 540호   |      | 홍천 괘석리 사사자 삼층석탑 (洪川 掛石里 四獅子 三層石塔) (Four Lion Three-story Stone Pagoda in Gwaeseok-ri, Hongcheon)                           | 강원 홍천군 홍천읍 희망리 151-7 읍사무소                 | 홍천군                      | 1971년 7월 7일 지정, 2010년 12월 27일 명칭변경 |      |
| 541호   |      | 홍천 물걸리 석조여래좌상 (洪川 物傑里 石造如來坐像) (Stone Seated Buddha in Mulgeol-ri, Hongcheon)                                                 | 강원 홍천군 내촌면 동창로153번길 34 (물걸리)             | 홍천군                      | 1971년 7월 7일 지정                            |      |
| 542호   |      | 홍천 물걸리 석조비로자나불좌상 (洪川 物傑里 石造毘盧遮那佛坐像) (Stone Seated Vairocana Buddha in Mulgeol-ri, Hongcheon)                           | 강원 홍천군 내촌면 동창로153번길 34 (물걸리)             | 홍천군                      | 1971년 7월 7일 지정, 2010년 8월 25일 명칭 변경 |      |
| 543호   |      | 홍천 물걸리 석조대좌 (洪川 物傑里 石造臺座) (Stone Pedestal in Mulgeol-ri, Hongcheon)                                                              | 강원 홍천군 내촌면 동창로153번길 34 (물걸리)             | 홍천군                      | 1971년 7월 7일 지정, 2010년 8월 25일 명칭 변경 |      |
| 544호   |      | 홍천 물걸리 석조대좌 및 광배 (洪川 物傑里 石造臺座 및 光背) (Stone Pedestal and Mandorla in Mulgeol-ri, Hongcheon)                                 | 강원 홍천군 내촌면 동창로153번길 34 (물걸리)             | 홍천군                      | 1971년 7월 7일 지정, 2010년 8월 25일 명칭 변경 |      |
| 545호   |      | 홍천 물걸리 삼층석탑 (洪川 物傑里 三層石塔) (Three-story Stone Pagoda in Mulgeol-ri, Hongcheon)                                                    | 강원 홍천군 내촌면 물걸리 588-1                          | 홍천군                      | 1971년 7월 7일 지정, 2010년 12월 27일 명칭변경 |      |
| 546호   |      | 제천 물태리 석조여래입상 (堤川 勿台里 石造如來立像) (Stone Standing Buddha in Multae-ri, Jecheon)                                                  | 충북 제천시 청풍면 청풍호로 2048 (물태리)                | 제천시                      | 1971년 7월 7일 지정, 2010년 8월 25일 명칭 변경 |      |
| 547-1호 |      | 김정희 종가 유물 (金正喜 宗家 遺物) (Relics Related to Kim Jeong-hui's Family)                                                                     | 서울 용산구 서빙고로 137, 국립중앙박물관 (용산동6가)     | 국립중앙박물관(위탁보관 중) | 1971년 7월 7일 지정                            |      |
| 547-1호 |      | 김정희 종가 유물 - 수정염주 (金正喜 宗家 遺物 - 水晶念珠)                                                                                          | 서울 용산구 서빙고로 137, 국립중앙박물관 (용산동6가)     | 국립중앙박물관(위탁보관 중) | 1971년 7월 7일 지정                            |      |
| 547-1호 |      | 김정희 종가 유물 - 보제염주 (金正喜 宗家 遺物 - 菩提念珠)                                                                                          | 서울 용산구 서빙고로 137, 국립중앙박물관 (용산동6가)     | 국립중앙박물관(위탁보관 중) | 1971년 7월 7일 지정                            |      |
| 547-1호 |      | 김정희 종가 유물 - 운룡문단계연 (金正喜 宗家 遺物 - 雲龍文端溪硯)                                                                                  | 서울 용산구 서빙고로 137, 국립중앙박물관 (용산동6가)     | 국립중앙박물관(위탁보관 중) | 1971년 7월 7일 지정                            |      |
| 547-1호 |      | 김정희 종가 유물 - 유명연 (金正喜 宗家 遺物 - 有銘硯)                                                                                              | 서울 용산구 서빙고로 137, 국립중앙박물관 (용산동6가)     | 국립중앙박물관(위탁보관 중) | 1971년 7월 7일 지정                            |      |
| 547-1호 |      | 김정희 종가 유물 - 도찬문연 (金正喜 宗家 遺物 - 饕餐文硯)                                                                                          | 서울 용산구 서빙고로 137, 국립중앙박물관 (용산동6가)     | 국립중앙박물관(위탁보관 중) | 1971년 7월 7일 지정                            |      |
| 547-1호 |      | 김정희 종가 유물 - 모필 (金正喜 宗家 遺物 - 毛筆)                                                                                                  | 서울 용산구 서빙고로 137, 국립중앙박물관 (용산동6가)     | 국립중앙박물관(위탁보관 중) | 1971년 7월 7일 지정                            |      |
| 547-2호 |      | 김정희 종가 유물 일괄 (金正喜 宗家 遺物 一括) (Relics Related to Kim Jeong-hui's Family)                                                           | 제주 서귀포시 대정읍 추사로 44 추사유물전시관            | 제주특별자치도              | 2006년 7월 18일 지정                           |      |
| 547-2호 |      | 김정희 종가 유물 - 김정희유묵예서대련 (金正喜 宗家 遺物 - 金正喜遺墨隸書對聯)                                                                      | 서울 중구 세종대로21길 22, 성암고서박물관 (태평로1가)    | 조병순                      | 1971년 7월 7일 지정                            |      |
| 547-2호 |      | 김정희 종가 유물 (金正喜 宗家 遺物) | 서울 용산구 서빙고로 137, 국립중앙박물관 (용산동6가)     | 국립중앙박물관(위탁보관 중) | 1971년 7월 7일 지정                            |      |
| 547-2호 |      | 김정희 종가 유물 - 표지「을묘칠정」「금칠십재」 (金正喜 宗家 遺物 - 表紙「乙卯七正」「金七十齋」)                                                  | 서울 용산구 서빙고로 137, 국립중앙박물관 (용산동6가)     | 국립중앙박물관(위탁보관 중) | 1971년 7월 7일 지정                            |      |
| 547-2호 |      | 김정희 종가 유물 - 척독초본 (金正喜 宗家 遺物 - 尺牘초本)                                                                                          | 서울 용산구 서빙고로 137, 국립중앙박물관 (용산동6가)     | 국립중앙박물관(위탁보관 중) | 1971년 7월 7일 지정                            |      |
| 547-2호 |      | 김정희 종가 유물 - 표제 (金正喜 宗家 遺物 - 表題)                                                                                                  | 서울 용산구 서빙고로 137, 국립중앙박물관 (용산동6가)     | 국립중앙박물관(위탁보관 중) | 1971년 7월 7일 지정                            |      |
| 547-2호 |      | 김정희 종가 유물 - 사공도시평첩 (金正喜 宗家 遺物 - 司空圖詩評帖)                                                                                  | 서울 용산구 서빙고로 137, 국립중앙박물관 (용산동6가)     | 국립중앙박물관(위탁보관 중) | 1971년 7월 7일 지정                            |      |
| 547-2호 |      | 김정희 종가 유물 - 표제 (金正喜 宗家 遺物 - 表題)                                                                                                  | 서울 용산구 서빙고로 137, 국립중앙박물관 (용산동6가)     | 국립중앙박물관(위탁보관 중) | 1971년 7월 7일 지정                            |      |
| 547-2호 |      | 김정희 종가 유물 - 표제「충술근수교,훈묵의헌진장」 (金正喜 宗家 遺物 - 表題「忠述謹受敎,訓墨의軒珍藏」)                                            | 서울 용산구 서빙고로 137, 국립중앙박물관 (용산동6가)     | 국립중앙박물관(위탁보관 중) | 1971년 7월 7일 지정                            |      |
| 547-2호 |      | 김정희 종가 유물 - 소재첩 (金正喜 宗家 遺物 - 蘇齋帖)                                                                                              | 서울 용산구 서빙고로 137, 국립중앙박물관 (용산동6가)     | 국립중앙박물관(위탁보관 중) | 1971년 7월 7일 지정                            |      |
| 547-2호 |      | 김정희 종가 유물 - 상지23년계미 (金正喜 宗家 遺物 - 上之二十三年癸未)                                                                              | 서울 용산구 서빙고로 137, 국립중앙박물관 (용산동6가)     | 국립중앙박물관(위탁보관 중) | 1971년 7월 7일 지정                            |      |
| 547-3호 |      | 김정희 종가 유물 - 김정희서금반첩 (金正喜 宗家 遺物 - 金正喜書金槃帖)                                                                              | 서울 용산구 서빙고로 137, 국립중앙박물관 (용산동6가)     | 국립중앙박물관(위탁보관 중) | 1971년 7월 7일 지정                            |      |
| 547-4호 |      | 김정희 종가 유물 - 김정희서심경첩 (金正喜 宗家 遺物 - 金正喜書心經帖)                                                                              | 서울 용산구 이태원로55길 60-16, 삼성미술관 리움 (한남동) | 삼성미술관 리움             | 1971년 8월 30일 지정                           |      |
| 547-5호 |      | 김정희 종가 유물 - 김정희초상 (金正喜 宗家 遺物 - 金正喜影幀)                                                                                      | 서울 용산구 서빙고로 137, 국립중앙박물관 (용산동6가)     | 국립중앙박물관(위탁보관 중) | 1971년 7월 7일 지정                            |      |
| 548-1호 |      | 이황필적 - 퇴도선생필법 및 퇴도선생유첩 (李滉筆蹟 - 退陶先生筆法 및 退陶先生遺帖) (Calligraphy by Yi Hwang)                                        | 경북 안동시 도산면 퇴계로 1997, 한국국학진흥원 (서부리)  | 한국국학진흥원              | 1971년 8월 30일 지정                           |      |
| 548-2호 |      | 이황 필적 - 선조유묵첩 (李滉 筆蹟 - 先祖遺墨帖) (Calligraphy by Yi Hwang)                                                                          | 경북 안동시 도산면 퇴계로 1997, 한국국학진흥원 (서부리)  | 한국국학진흥원              | 2010년 1월 4일 지정                            |      |
| 549호   |      | 권주 종가 고문서 (權柱 宗家 古文書) (Documents of Gwon Ju’s Family)                                                                                | 경북 안동시 도산면 퇴계로 1997, 한국국학진흥원 (서부리)  | 한국국학진흥원              | 1971년 8월 30일 지정                           |      |
| 549-1호 |      | 권주 종가 고문서 - 분깃문기 (權柱 宗家 古文書 - 分衿文記)                                                                                          | 경북 안동시 도산면 퇴계로 1997, 한국국학진흥원 (서부리)  | 한국국학진흥원              | 1971년 8월 30일 지정                           |      |
| 549-2호 |      | 권주 종가 고문서 - 가대문기 (權柱 宗家 古文書 - 家垈文記)                                                                                          | 경북 안동시 도산면 퇴계로 1997, 한국국학진흥원 (서부리)  | 한국국학진흥원              | 1971년 8월 30일 지정                           |      |
| 550호   |      | 주역천견록 (周易淺見錄) (Juyeok cheongyeollok (Shallow Views on the Book of Changes))                                                              | 서울 서대문구 충정로9길 10-10, (재)아단문고 (충정로2가)  | (재)아단문고                | 1971년 8월 30일 지정                           |      |
| 551호   |      | 시용향악보 (時用鄕樂譜) (Siyong hyangakbo (Contemporary Music Scores))                                                                             | 서울 서대문구 충정로9길 10-10, (재)아단문고 (충정로2가)  | (재)아단문고                | 1971년 8월 30일 지정                           |      |
| 552호   |      | 자치통감강목 권19의하 (資治通鑑綱目 卷十九之下) (Jachi tonggam gangmok (Itemized Comprehensive Mirror for Aid in Government), Part 2 of Volume 19) | 서울 서대문구 충정로9길 10-10, (재)아단문고 (충정로2가)  | (재)아단문고                | 1971년 8월 30일 지정                           |      |
| 553호   |      | 안동 예안이씨 충효당 (安東 禮安李氏 忠孝堂) (Chunghyodang House of the Yean Yi Clan, Andong)                                                       | 경북 안동시 풍산읍 우렁길 73 (하리1리)                   | 이준교                      | 1971년 8월 30일 지정                           |      |
| 554호   |      | 달성 태고정 (達城 太古亭) (Taegojeong House, Dalseong)                                                                                             | 대구 달성군 하빈면 묘리 638                              | 박우규                      | 1971년 12월 6일 지정                           |      |
| 555호   |      | 도기 배모양 명기 (陶器 舟形 明器) (Earthenware Boat-shaped Funerary Object)                                                                        | 서울 용산구 이태원로55길 60-16, 삼성미술관 리움 (한남동) | 삼성미술관 리움             | 1971년 12월 21일 지정                          |      |
| 556호   |      | 도기 신발모양 명기 (陶器 履形 明器) (Earthenware Shoe-shaped Funerary Objects)                                                                     | 서울 용산구 이태원로55길 60-16, 삼성미술관 리움 (한남동) | 삼성미술관 리움             | 1971년 12월 21일 지정                          |      |
| 557호   |      | 금귀걸이 (金製耳飾) (Gold Earrings) | 서울 용산구 이태원로55길 60-16, 삼성미술관 리움 (한남동) | 삼성미술관 리움             | 1971년 12월 21일 지정                          |      |
| 558호   |      | 청자 상감운학모란국화문 매병 (靑磁 象嵌雲鶴牡丹菊花文 梅甁) (Celadon Prunus Vase with Inlaid Cloud, Crane, Peony, and Chrysanthemum Design)        | 서울 용산구 이태원로55길 60-16, 삼성미술관 리움 (한남동) | 삼성미술관 리움             | 1971년 12월 21일 지정                          |      |
| 559호   |      | 채화칠기 (彩畵漆器) (Painted Lacquered Bowl) | 서울 용산구 이태원로55길 60-16, 삼성미술관 리움 (한남동) | 삼성미술관 리움             | 1971년 12월 21일 지정                          |      |
| 560호   |      | 청동 진솔선예백장 인장 (靑銅 晋率善濊伯長 印章) (Bronze Seal of Ye Chieftain)                                                                      | 서울 용산구 이태원로 55길 60-16 삼성미술관 리움          | 삼성미술관 리움             | 1971년 12월 21일 지정                          |      |
| 561호   |      | 금영 측우기 (錦營 測雨器) (Geumyeong Rain Gauge)                                                                                                   | 서울 동작구 여의대방로16길 61 (신대방동,기상청)          | 기상청                      | 1971년 12월 21일 지정                          |      |
| 562호   |      | 경산 환성사 대웅전 (慶山 環城寺 大雄殿) (Daeungjeon Hall of Hwanseongsa Temple, Gyeongsan)                                                         | 경북 경산시 하양읍 환성로 392-30, 환성사 (사기리)        | 환성사                      | 1971년 12월 23일 지정                          |      |

### 1972년 지정
| 번호     | 사진 | 명칭 | 소재지                                                                   | 관리자 (단체)     | 지정일                                         | 참조 |
| 563호    |      | 여수 흥국사 홍교 (麗水 興國寺 虹橋) (Rainbow Bridge of Heungguksa Temple, Yeosu) | 전남 여수시 흥국사길 134-11 (중흥동)                                     | 흥국사            | 1972년 3월 2일 지정, 2010년 12월 27일 명칭변경 |      |
| 564호    |      | 창녕 영산 만년교 (昌寧 靈山 萬年橋) (Mannyeongyo Bridge in Yeongsan, Changnyeong)                                                                                                   | 경남 창녕군 영산면 원다리길 42 (동리)                                    | 창녕군            | 1972년 3월 2일 지정, 2010년 12월 27일 명칭변경 |      |
| 565호    |      | 평택 심복사 석조비로자나불좌상 (平澤 深福寺 石造毘盧遮那佛坐像) (Stone Seated Vairocana Buddha of Simboksa Temple, Pyeongtaek)                                                      | 경기 평택시 현덕면 덕목5길 47-24, 심복사 (덕목리)                        | 심복사            | 1972년 3월 2일 지정, 2010년 8월 25일 명칭 변경 |      |
| 566호    |      | 유근 초상 (柳根 肖像) (Portrait of Yu Geun) | 충북 괴산군 소수면 몽촌리                                                | 유해익            | 1972년 7월 6일 지정                            |      |
| 567호    |      | 평택 만기사 철조여래좌상 (平澤 萬奇寺 鐵造如來坐像) (Iron Seated Buddha of Mangisa Temple, Pyeongtaek)                                                                              | 경기 평택시 진위면 진위로 181-82, 만기사 (동천리)                        | 만기사            | 1972년 7월 22일 지정                           |      |
| 568-1호  |      | 윤봉길의사유품 - 선서문 (尹奉吉義士遺品 - 宣誓文) (Relics Related to Yun Bong-gil)                                                                                                  | 서울 용산구 서빙고로 137, 국립중앙박물관 (용산동6가)                     | 국립중앙박물관    | 1972년 8월 16일 지정                           |      |
| 568-2호  |      | 윤봉길의사 유품 - 윤봉길의사 이력서 및 유서 (尹奉吉義士 遺品 - 尹奉吉義士 履歷書 및 遺書) (Relics Related to Yun Bong-gil)                                                          | 서울 용산구 서빙고로 137, 국립중앙박물관 (용산동6가)                     | 국립중앙박물관    | 1972년 8월 16일 지정                           |      |
| 568-3호  |      | 윤봉길의사유품 - 회중시계 (尹奉吉義士遺品 - 懷中時計) (Relics Related to Yun Bong-gil)                                                                                              | 충남 예산군 (충의사)                                                     | 윤주웅            | 1972년 8월 16일 지정                           |      |
| 568-4호  |      | 윤봉길의사유품 - 지갑부중국화폐 (尹奉吉義士遺品 - 지갑附中國貨幣) (Relics Related to Yun Bong-gil)                                                                                  | 충남 예산군 (충의사)                                                     | 윤주웅            | 1972년 8월 16일 지정                           |      |
| 568-5호  |      | 윤봉길의사유품 - 윤봉길의사인 (尹奉吉義士遺品 - 尹奉吉義士印) (Relics Related to Yun Bong-gil)                                                                                      | 충남 예산군 (충의사)                                                     | 윤주웅            | 1972년 8월 16일 지정                           |      |
| 568-6호  |      | 윤봉길의사유품 - 손수건 (尹奉吉義士遺品 - 손수건) (Relics Related to Yun Bong-gil)                                                                                                  | 충남 예산군 (충의사)                                                     | 윤주웅            | 1972년 8월 16일 지정                           |      |
| 568-7호  |      | 윤봉길의사유품 - 안경집 (尹奉吉義士遺品 - 眼鏡集) (Relics Related to Yun Bong-gil)                                                                                                  | 충남 예산군 (충의사)                                                     | 윤주웅            | 1972년 8월 16일 지정                           |      |
| 568-8호  |      | 윤봉길의사유품 - 일기 (尹奉吉義士遺品 - 日記) (Relics Related to Yun Bong-gil) | 충남 예산군 (충의사)                                                     | 윤주웅            | 1972년 8월 16일 지정                           |      |
| 568-9호  |      | 윤봉길의사유품 - 월진회창립취지서 (尹奉吉義士遺品 - 月進會創立趣旨書) (Relics Related to Yun Bong-gil)                                                                              | 충남 예산군 (충의사)                                                     | 윤주웅            | 1972년 8월 16일 지정                           |      |
| 568-10호 |      | 윤봉길의사유품 - 농민독본 (尹奉吉義士遺品 - 農民讀本) (Relics Related to Yun Bong-gil)                                                                                              | 충남 예산군 (충의사)                                                     | 윤주웅            | 1972년 8월 16일 지정                           |      |
| 568-11호 |      | 윤봉길의사유품 - 형틀대 (尹奉吉義士遺品 - 刑틀臺) (Relics Related to Yun Bong-gil)                                                                                                  | 충남 예산군 (충의사)                                                     | 윤주웅            | 1972년 8월 16일 지정                           |      |
| 568-12호 |      | 윤봉길의사유품 - 편지 (尹奉吉義士遺品 - 便紙) (Relics Related to Yun Bong-gil) | 충남 예산군 (충의사)                                                     | 윤주웅            | 1972년 8월 16일 지정                           |      |
| 568-13호 |      | 윤봉길의사유품 - 월진회통장 (尹奉吉義士遺品 - 月進會通帳) (Relics Related to Yun Bong-gil)                                                                                          | 경기 성남시 덕산면 덕산온천로 183-5, 충의사 (시량리)                     | 윤 주             | 1976년 5월 21일 지정                           |      |
| 569호    |      | 안중근의사유묵 (安重根義士遺墨) (Calligraphy by An Jung-geun) | 서울 강남구 도산대로 59길 22(청담동) 외                                  | 국유,사유         | 1972년 8월 16일 지정                           |      |
| 569-1호  |      | 안중근의사유묵 - 백인당중유태화 (安重根義士遺墨 - 百忍堂中有泰和) (Calligraphy by An Jung-geun)                                                                                     | 서울 강남구                                                              | 강석주            | 1972년 8월 16일 지정                           |      |
| 569-2호  |      | 안중근의사유묵 - 일일부독서구중생형극 (安重根義士遺墨 - 一日不讀書口中生荊棘) (Calligraphy by An Jung-geun)                                                                         | 서울 중구 필동로 1길 30 동국대학교박물관                                 | 동국대학교박물관  | 1972년 8월 16일 지정                           |      |
| 569-3호  |      | 안중근의사유묵 - 년년세세화상사세세년년인부동 (安重根義士遺墨 - 年年歲歲花相似歲歲年年人不同) (Calligraphy by An Jung-geun)                                                         | 서울 용산구 이태원로55길 60-16, 삼성미술관 리움 (한남동)                 | 삼성미술관 리움   | 1972년 8월 16일 지정                           |      |
| 569-4호  |      | 안중근의사유묵 - 치악의악식자부족여의 (安重根義士遺墨 - 恥惡衣惡食者不足與議) (Calligraphy by An Jung-geun)                                                                         | 서울 종로구 청와대로 1 (세종로) (도난)                                   | 청와대 (소재불명) | 1972년 8월 16일 지정                           |      |
| 569-5호  |      | 안중근의사유묵 - 동양대세사묘현유지남아기안면화국미성유강개정략불개진가련 (安重根義士遺墨 - 東洋大勢思杳玄有志男兒豈安眠和局未成猶慷慨政略不改眞可憐) (Calligraphy by An Jung-geun) | 서울 동작구 상도로 369, 한국기독교박물관 (상도동,숭실대학교)             | 숭실대학교        | 1972년 8월 16일 지정                           |      |
| 569-6호  |      | 안중근의사유묵 - 견리사의견위수명 (安重根義士遺墨 - 見利思義見危授命) (Calligraphy by An Jung-geun)                                                                                 | 부산 서구 구덕로 255, 부민캠퍼스 동아대학교박물관 (부용동2가,동아대학교) | 동아대학교박물관  | 1972년 8월 16일 지정                           |      |
| 569-7호  |      | 안중근의사유묵 - 용공난용연포기재 (安重根義士遺墨 - 庸工難用連抱奇材) (Calligraphy by An Jung-geun)                                                                                 | 서울 용산구 서빙고로 137, 국립중앙박물관 (용산동6가)                     | 국립중앙박물관    | 1972년 8월 16일 지정                           |      |
| 569-8호  |      | 안중근의사유묵 - 인무원려난성대업 (安重根義士遺墨 - 人無遠慮難成大業) (Calligraphy by An Jung-geun)                                                                                 | 서울 동작구 상도로 369, 한국기독교박물관 (상도동,숭실대학교)             | 숭실대학교        | 1972년 8월 16일 지정                           |      |
| 569-9호  |      | 안중근의사유묵 - 오노봉위필청천일장지삼상작연지사아복중시 (安重根義士遺墨 - 五老峰爲筆靑天一丈紙三湘作硯池寫我腹中詩) (Calligraphy by An Jung-geun)                                 | 서울 마포구 와우산로 94 (상수동,홍익대학교)                              | 홍익대학교박물관  | 1972년 8월 16일 지정                           |      |
| 569-10호 |      | 안중근의사유묵 - 세한연후지송백지부조 (安重根義士遺墨 - 歲寒然後知松栢之不彫) (Calligraphy by An Jung-geun)                                                                         | 서울 중구 새문안로 55, 서울역사박물관 (신문로2가,서울역사박물관)         | 서울역사박물관    | 1972년 8월 16일 지정                           |      |
| 569-11호 |      | 안중근의사유묵 - 사군천리이표촌성망안욕천행물부정 (安重根義士遺墨 - 思君千里以表寸誠望眼欲穿幸勿負情) (Calligraphy by An Jung-geun)                                                 | 경기 군포시 번영로 580, 103동 803호 (금정동,신환아파트)                  | 오영욱            | 1972년 8월 16일 지정                           |      |
| 569-12호 |      | 안중근의사유묵 - 장부수사심여철의사임위기사운 (安重根義士遺墨 - 丈夫雖死心如鐵義士臨危氣似雲) (Calligraphy by An Jung-geun)                                                         | 서울 동작구 상도로 369 숭실대학교 한국기독교박물관                       | 숭실대학교        | 1972년 8월 16일 지정                           |      |
| 569-13호 |      | 안중근의사유묵 - 박학어문약지이례 (安重根義士遺墨 - 博學於文約之以禮) (Calligraphy by An Jung-geun)                                                                                 | 서울 중구 새문안로 55, 서울역사박물관 (신문로2가,서울역사박물관)         | 서울역사박물관    | 1972년 8월 16일 지정                           |      |
| 569-14호 |      | 안중근의사유묵-제일강산 (安重根義士遺墨-第一江山) (Calligraphy by An Jung-geun) | 서울 동작구 상도로 369 숭실대학교 한국기독교박물관                       | 숭실대학교        | 1972년 8월 16일 지정                           |      |
| 569-15호 |      | 안중근의사유묵 - 청초당 (安重根義士遺墨 - 靑草塘) (Calligraphy by An Jung-geun) | 경남 창원시 진해구 앵곡동 사서함 88-2-6호 해군사관학교                   | 해군사관학교      | 1972년 8월 16일 지정                           |      |
| 569-16호 |      | 안중근의사유묵 - 고막고어자시 (安重根義士遺墨 - 孤莫孤於自恃) (Calligraphy by An Jung-geun)                                                                                         | 부산 중구                                                                | 남화진            | 1972년 8월 16일 지정                           |      |
| 569-17호 |      | 안중근의사유묵 - 인지당 (安重根義士遺墨 - 仁智堂) (Calligraphy by An Jung-geun) | 서울 용산구 이태원로55길 60-16, 삼성미술관 리움 (한남동)                 | 삼성미술관 리움   | 1972년 8월 16일 지정                           |      |
| 569-18호 |      | 안중근의사유묵 - 인내 (安重根義士遺墨 - 忍耐) (Calligraphy by An Jung-geun) | 서울 광진구                                                              | 김신화            | 1972년 8월 16일 지정                           |      |
| 569-19호 |      | 안중근의사유묵 - 극락 (安重根義士遺墨 - 極樂) (Calligraphy by An Jung-geun) | 서울 종로구 새문안로 55 서울역사박물관                                   | 서울역사박물관    | 1972년 8월 16일 지정                           |      |
| 569-20호 |      | 안중근의사유묵 - 운재 (安重根義士遺墨 - 雲齋) (Calligraphy by An Jung-geun) | 서울 종로구 새문안로 55, 서울역사박물관 (신문로2가,서울역사박물관)       | 서울역사박물관    | 1972년 8월 16일 지정                           |      |

### 1973년 지정
| 번호    | 사진 | 명칭 | 소재지                                                   | 관리자 (단체)    | 지정일                                            | 참조 |
| 570호   |      | 전 고령 일괄 유물 (傳 高靈 一括遺物) (Relics Excavated from the Tombs, Goryeong (Presumed))                                                                                     | 서울 용산구 이태원로55길 60-16, 삼성미술관 리움 (한남동) | 삼성미술관 리움  | 1973년 3월 19일 지정                              |      |
| 571호   |      | 여수 통제이공 수군대첩비 (麗水 統制李公 水軍大捷碑) (Monument for the Naval Victories of Yi Sun-sin, Yeosu)                                                                     | 전남 여수시 고소3길 13 (고소동)                          | 여수시           | 1973년 5월 4일 지정, 2010년 12월 27일 명칭변경    |      |
| 572호   |      | 순천 송광사 고려고문서 (順天 松廣寺 高麗古文書) (Documents of the Goryeo Dynasty in Songgwangsa Temple, Suncheon)                                                               | 전남 순천시 송광면 송광사안길 100, 송광사 (신평리)       | 송광사           | 1973년 7월 10일 지정                              |      |
| 572-1호 |      | 순천 송광사 고려고문서-수선사형지기 (順天 松廣寺 高麗古文書-修禪社形止記) | 전남 순천시 송광면 송광사안길 100, 송광사 (신평리)       | 송광사           | 1973년 7월 10일 지정                              |      |
| 572-2호 |      | 순천 송광사 고려고문서-노비첩 (順天 松廣寺 高麗古文書-奴婢帖) | 전남 순천시 송광면 송광사안길 100, 송광사 (신평리)       | 송광사           | 1973년 7월 10일 지정                              |      |
| 573호   |      | 시천견록및서천견록 (詩淺見錄및書淺見錄) (Si cheongyeollok (Commentary on Book of Poetry) and Seo cheongyeollok (Commentary on Book of Documents))                               | 서울 서대문구 충정로9길 10-10, (재)아단문고 (충정로2가)  | (재)아단문고     | 1973년 7월 10일 지정                              |      |
| 574호   |      | 박만정 해서암행일기 (朴萬鼎 海西暗行日記) (Haeseo amhaeng ilgi (Record of Secret Inspection in Hwanghae-do Province) by Bak Man-jeong)                                          | 부산 기장군                                              | 조태준           | 1973년 12월 31일 지정                             |      |
| 575호   |      | 문경 대승사 목각아미타여래설법상 관계문서 (聞慶 大乘寺 木刻阿彌陀如來說法像 關係文書) (Wooden Amitabha Buddha Altarpiece and Related Documents of Daeseungsa Temple, Mungyeong) | 경북 문경시 산북면 대승사길 283, 대승사 (전두리)         | 대승사           | 1973년 12월 31일 지정, 2017년 12월 26일 명칭 변경 |      |
| 576호   |      | 봉업사명 청동북 (奉業寺銘 靑銅金鼓) (Bronze Gong with Inscription of "Bongeopsa Temple")                                                                                        | 서울 서대문구 연세로 50 연세대학교박물관                 | 연세대학교박물관 | 1973년 12월 31일 지정                             |      |

### 1974년 지정
| 번호  | 사진 | 명칭 | 소재지                                                   | 관리자 (단체)   | 지정일                                           | 참조 |
| 577호 |      | 분청사기 상감‘정통5년’명 어문 반형 묘지 (粉靑沙器 象嵌‘正統五年’銘 魚文 盤形 墓誌) (Buncheong Basin-shaped Memorial Tablet with Inlaid Fish Design and Inscription of "the Fifth Jeongtong Year") | 서울 용산구 이태원로55길 60-16, 삼성미술관 리움 (한남동) | 삼성미술관 리움 | 1974년 7월 9일 지정                              |      |
| 578호 |      | 흥국사대웅전후불탱 (興國寺大雄殿後佛幀) (Hanging Scroll Behind the Buddha in Daeungjeon Hall of Heungguksa Temple)                                                                                | 전남 여수시 중흥동 산 17 흥국사                          | 흥국사          | 1974년 7월 9일 지정                              |      |
| 579호 |      | 괴산 외사리 승탑 (槐山 外沙里 僧塔) (Stupa from Oesa-ri, Goesan) | 서울 성북구 성북로 102-11, 간송미술관 (성북동)           | 전성우          | 1974년 10월 2일 지정, 2010년 12월 27일 명칭변경  |      |
| 580호 |      | 문경 오층석탑 (聞慶 五層石塔) (Five-story Stone Pagoda, Mungyeong) | 서울 성북구 성북로 102-11, 간송미술관 (성북동)           | 전성우          | 1974년 10월 2일 지정, 2010년 12월 27일 명칭변경  |      |
| 581호 |      | 경주 골굴암 마애여래좌상 (慶州 骨窟庵 磨崖如來坐像) (Rock-carved Seated Buddha at Golguram Hermitage, Gyeongju)                                                                                   | 경북 경주시 양북면 안동리 산304                          | 경주시          | 1974년 12월 30일 지정, 2010년 8월 25일 명칭 변경 |      |
| 582호 |      | 월인석보목판 (月印釋譜木板) (Printing Woodblocks of Worin seokbo (Episodes from the Life of Sakyamuni Buddha))                                                                                    | 충남 공주시 계룡면 갑사로 567-3 갑사                     | 갑사            | 1974년 12월 31일 지정                            |      |

## 참고 자료
- 문화재청 - 문화재 검색